# درغو شمالي (تشغابور)
درغو شمالي (بالفارسية: درگو شمالی) هي قرية تقع في إيران في قسم تشغابور الريفي.